# Mayer Carl von Rothschild
Mayer Carl Freiherr von Rothschild (Frankfurt am Main, 5 augustus 1820 – aldaar, 16 oktober 1886) was een Duits bankier uit het geslacht Rothschild.

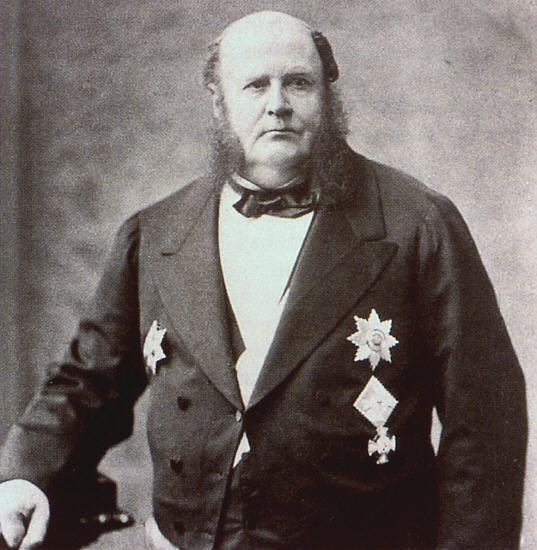
Mayer Carl von Rothschild

Als oudste van de vier zonen van Carl Mayer von Rothschild, de vierde en op een na jongste zoon van de stichter van de dynastie Mayer Amschel Rothschild en Adelheid Hertz werd kleinzoon Mayer Carl von Rothschild in de diverse banken van de familie in Frankrijk, Oostenrijk en Engeland opgeleid en hij studeerde in 1837 rechten in Göttingen en Berlijn. De breuk met de achterstelling van de Joden die in Frankfurt tot 1808 in het getto werden opgesloten, was volledig, al had ook de familie Rothschild soms nog met gewelddadige uitingen van antisemitisme te maken. Na 1843 werkte hij in het Frankfurter stamhuis van de Rothschilds, waarvan hij in 1855 na de dood van Amschel Mayer von Rothschild samen met zijn jongere broer Wilhelm Carl von Rothschild de leiding op zich nam.
Men hield het geld graag in de familie en in 1842 trouwde hij zijn nichtje Louise von Rothschild (1820–1894), dochter van zijn Londense oom Nathan Mayer Rothschild (1777–1836). Het paar kreeg zeven dochters waarvan drie met andere Rothschilds trouwden en twee in het huwelijk traden met adellijke gojim.

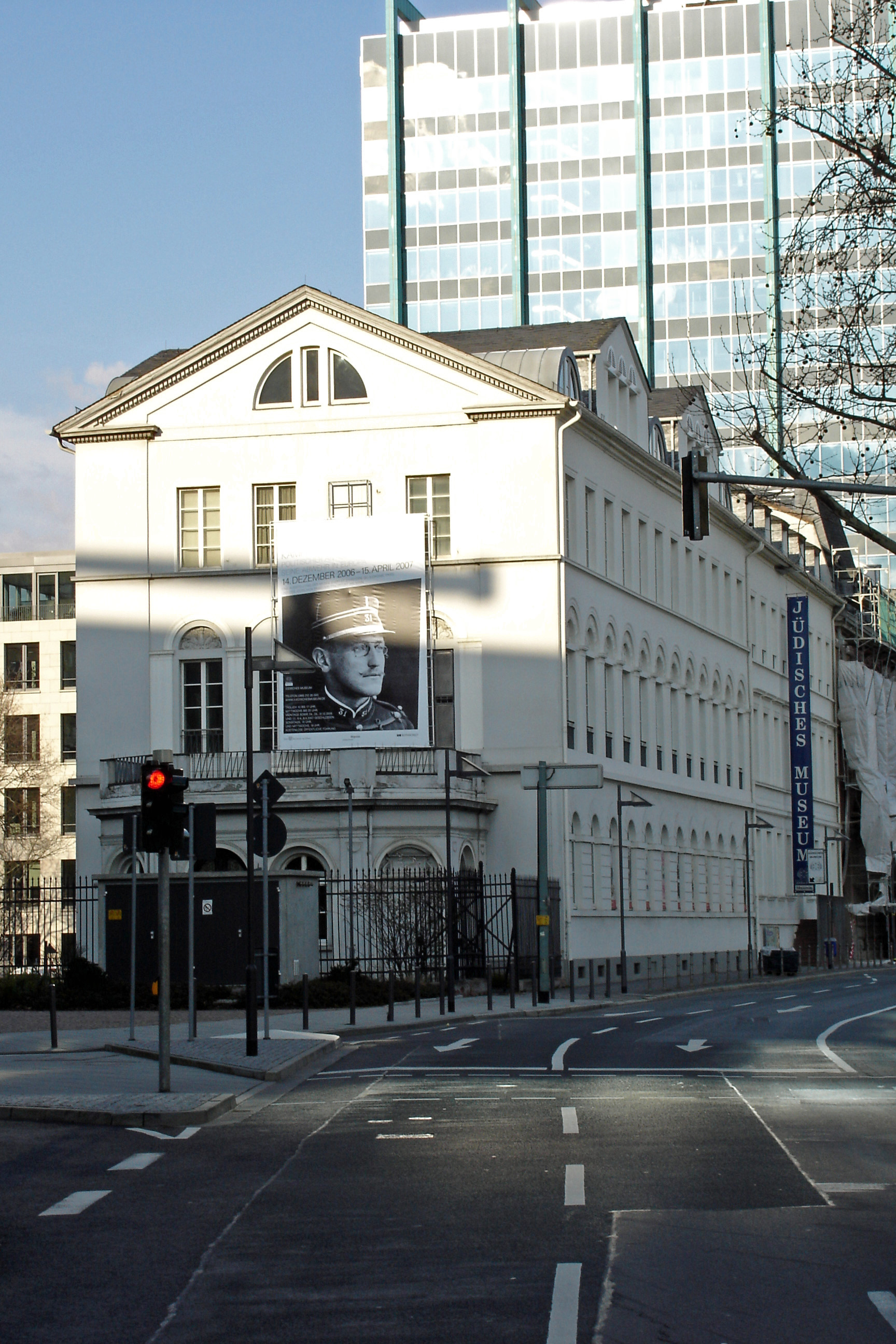
Rothschild-Palais aan de Untermainkai, nu het Jüdischen Museum

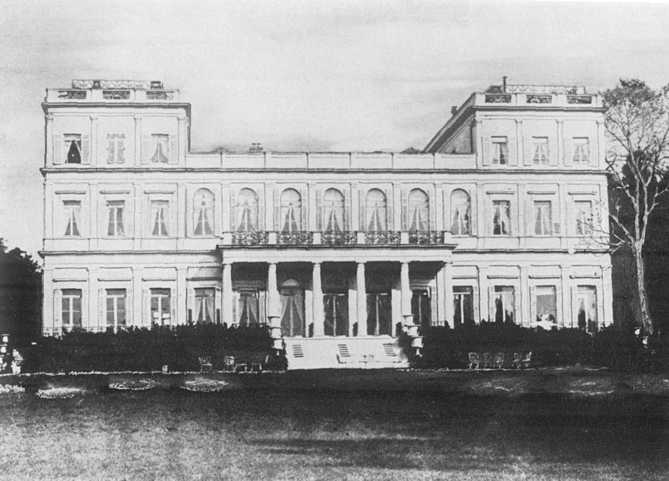
De nieuwe Günthersburg, het klascisistishe Rothschildpalais in Frankfurt in 1855

Rothschild was lid van het bestuur van de Frankfurter Kamer van Koophandel en medeoprichter van de Frankfurter Bank, Consul van Parma en Beieren en consul-generaal van Oostenrijk. In 1866 onderhandelde hij met Otto von Bismarck over de Pruisische annexatie van de vrije stad Frankfort. De annexatie was een voldongen feit maar de kooplieden probeerden gunstiger voorwaarden te verkrijgen. Van 1867 tot 1871 was hij lid van de Frankfurter gemeenteraad en de Rijksdag van de Noord-Duitse Bond. In 1871 werd hij het eerste Joodse lid van het Pruisische Hogerhuis, het "Preußisches Herrenhaus".
Rothschild kocht in 1843 het in 1820 door de Frankfurter stadsbouwmeester Johann Friedrich Christian Hess
gebouwde huis aan de Untermainkai 15 en liet dat door Friedrich Rumpf verbouwen. Dit zogenaamde Rothschildpalais herbergt nu het Joods Museum. In 1845 schonk zijn vader hem de villa Günthersburg. Rothschild liet daar een nieuwe villa bouwen.
Rothschild en zijn vrouw verzamelden kunst en zij bouwden een grote bibliotheek op die testamentair aan de stad Frankfurt werd nagelaten. Louise von Rothschild stichtte in 1865 het Clementine Kinderkrankenhaus ter herinnering aan hun vroeggestorven dochter van die naam. Het Günthersburgpark rond zijn villa werd in 1910 aan de stad Franfurt verkocht met de bepaling dat zijn huis moest worden afgebroken en de tuin een openbaar park moest zijn. De familietraditie van schenkingen aan Frankfurt bracht zijn dochter Adèle von Rothschild ertoe het belangrijke schilderij Goethe in der Campagna van Johann Heinrich Wilhelm Tischbein aan het Stedelijk Museum van Frankfurt te schenken. Zijn vijfde kind, Hannah Luise von Rothschild stichtte in 1890 de nog steeds bestaande kliniek Carolinum.

## Onderscheidingen
Mayer Carl von Rothschild draagt op een bewaard gebleven foto vier onderscheidingen, de ster van een Grootkruis in de Kroonorde van Pruisen, de vierkante plaque van de IIe Klasse van de Pruisische Orde van de Rode Adelaar en een klein kruis van de Huisorde van Hohenzollern zoals die door de katholieke tak van die familie in Hohenzollern-Sigmaringen werd verleend. De banken van de Rothschilds hadden zich onmisbaar gemaakt voor niet alleen de Europese industrie en de financiering van infrastructuur zoals spoorlijnen maar ook voor de vaak in geldnood verkerende vorsten. Hij werd op 4 oktober 1859 door Willem III der Nederlanden tot Commandeur in de Orde van de Eikenkroon benoemd en al op 29 juli 1860 bevorderd tot Commandeur met Ster in deze orde.
Mayer Carl von Rothschild draagt op de foto zijn plaque van de Orde van de Rode Adelaar niet in de voor niet-christenen voorgeschreven vorm zonder opgelegd kruis. De Rothschilds zagen deze bepaling als een achterstelling van de geëmancipeerde Joodse bevolking.